# Jerzy Rachwalski
Jerzy Rachwalski (ur. 21 marca 1915 w Łodzi, zm. 1993, tamże) – polski ekonomista, specjalista w dziedzinie ekonomiki i organizacji przemysłu, profesor Politechniki Łódzkiej.

## Życiorys
W latach 1933–1936 studiował w Szkole Głównej Handlowej w Warszawie. W 1949 roku uzyskał stopień doktora nauk ekonomicznych, docenta w 1954 roku, tytuł profesora nadzwyczajnego w 1964, tytuł profesora zwyczajnego w roku 1971. W Wyższej Szkole Ekonomicznej w Łodzi był dziekanem Wydziału Przemysłu (1950-1952), prorektorem (1953–1954, 1958–1959) i rektorem (1954–1956). W 1959 rozpoczął pracę na Wydziale Włókienniczym PŁ jako kierownik. W latach 1970–1976 był dyrektorem Instytutu Ekonomiki i Organizacji Produkcji. W latach 1976–1982 kierował Zespołem Organizacji i Zarządzania Przemysłem Włókienniczym. W okresie 1959–1976 stworzył szkołę naukową i dydaktyczną w zakresie ekonomiki i organizacji przedsiębiorstw w obszarze głównie przemysłu włókienniczego i chemicznego.
Jego ważniejsze publikacje dotyczą ekonomiki i organizacji przedsiębiorstwa włókienniczego, zarządzania i rachunku gospodarczego w przedsiębiorstwie przemysłowym. Wypromował 22 doktorów.
Członek Rady Naukowej Instytutu Włókiennictwa (1960–1985), Przewodniczący Rady Naukowej Ośrodka Ekonomiki, Normowania Pracy i Organizacji Przemysłu Lekkiego w Łodzi (1969-1989), w latach 1972–1973 i 1980 ekspert ONZ, konsultant w Algierze, wiceprezes (1963–1967) i prezes (1975–1980) PTE, członek NOT, SWP, American Association for the Advancement of Science i innych organizacji. Był odznaczony m.in. Krzyżem Komandorskim i Oficerskim Orderu Odrodzenia Polski, Orderem Sztandaru Pracy I klasy, Medalem Komisji Edukacji Narodowej. Otrzymał tytuł „Zasłużonego Nauczyciela PRL” oraz Nagrodę Naukową Miasta Łodzi.